# Michael Kunze
Michael Rolf Kunze (né le 9 novembre 1943 à Prague) est un poète, compositeur, parolier, librettiste et auteur allemand multi-récompensé. Collaborateur de longue date du compositeur Sylvester Levay, le tandem a créé les comédies musicales Elisabeth, Mozart!, Rebecca, Marie-Antoinette, Lady Bess et Beethoven. Kunze a également adapté pour la scène Le bal des vampires de Roman Polanski, devenu la comédie musicale à succès Tanz der Vampire.

## Biographie

### Jeunesse et formation
Né à Prague, Michael Kunze est le fils de l'actrice Dita Roesler et de Walter Kunze, écrivain, dessinateur et journaliste. Il grandit en écoutant du rock'n'roll (dont Elvis Presley) mais montre très peu d'intérêt pour l'opéra, l'opérette ou les comédies musicales, des genres pourtant prisés par ses parents.
Il grandit dans le sud de l'Allemagne où il fréquente le lycée Klenze Oberrealschule de Munich. Il étudie le droit, la philosophie et l'Histoire à l'Université Louis-et-Maximilien de Munich.
En 2016, il a reçu la médaille des frères Grimm, remise par l'Académie des sciences de Göttingen, pour ses travaux sur l'histoire du droit.

### Premiers pas dans la musique et auteur de tubes
Michael Kunze commence à composer dès le lycée, au début des années 1960. Il est notamment à l'origine de certains titres du groupe folklorique hambourgeois City Preachers. Si le groupe ne remporte pas un grand succès commercial, il permet à Kunze de mettre un pied dans l'industrie musicale.
La première chanson produite par Kunze s'intitule Du et est destinée à Peter Maffay, un jeune artiste de 20 ans. Elle atteint le sommet des charts allemands à l'été 1970 et devient disque d'or. En collaboration avec Peter Maffay, Kunze co-écrit la chanson Ich bin wie du pour Elke Best ; le titre sort en 1973.
Ses enregistrements dominent les classements musicaux des années 70 en Allemagne, en Autriche et en Suisse. Il se hisse au sommet des classements Billboard et Cashbox aux États-Unis avec la chanson Fly, Robin, Fly composée pour Silver Convention ; Lady Bump et Get up and Boogie sont également des tubes. Attaché aux compositions du groupe, son travail pour Silver Convention marque surtout les débuts de sa collaboration avec le compositeur Sylvester Levay. Porté par le duo Kunze-Levay, Silver Convention influence le disco et est le premier groupe allemand à remporter un Grammy Award.
Cet élan de popularité lui permet de produire des albums pour un large éventail d'artistes à la renommée internationale, dont Julio Iglesias, Nana Mouskouri, Herbie Mann, Lulu, Gilbert Bécaud, Sister Sledge ou encore Caterina Valente. Il compose également pour Mireille Mathieu (Wenn Kinder singen, Wenn es weh tut, ist es Liebe, Nimm noch einmal die Gitarre, Chicano). Il écrit sous plusieurs pseudonymes parmi lesquels Stephan Prager, Mario Killer et Adrian Leverkühn.
A compter de 1981, Kunze cesse de produire des artistes mais continue d'écrire des paroles pour des artistes de renom.
Alors qu'il décide de prendre une pause dans l'industrie musicale, il rédige le livre Strasse ins Feuer : l'intrigue évoque l'Affaire Pappenheimer, une famille jugée et exécutée pour sorcellerie en 1600 à Munich, en Bavière. L'ouvrage est un succès traduit dans plusieurs langues ; le New York Times le définit comme le « récit saisissant d'une sorcière ».
Il signe un deuxième livre, Der Freiheit eine Gasse, sur la Révolution de Mars et la figure badoise Gustav Struve.

### Débuts dans la comédie musicale

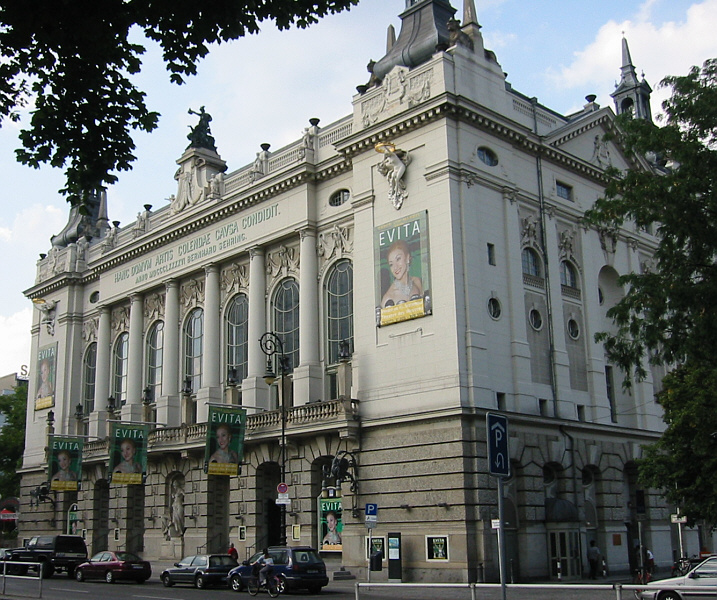
Evita à l'affiche du Theater an der Wien.

Au début des années 1980, Michael Kunze est contacté par Andrew Lloyd Webber lui-même. Ce dernier, familier avec son travail, lui demande de transposer pour la scène autrichienne la comédie musicale Evita. Le spectacle, destiné au Theater an der Wien, est mis en scène par Harold Prince, metteur en scène reconnu de Broadway. Le succès de cette adaptation permet à la comédie musicale anglophone contemporaine de gagner le marché germanophone.
Outre la portée nationale de cette production, Evita pousse Kunze à s'intéresser à la comédie musicale. Le projet marque également les débuts d'une collaboration fructueuse et d'une amitié indéfectible avec Harold Prince, qu'il considère comme son mentor. Sur l'impulsion de Prince, Kunze poursuit les adaptations afin de se familiariser à l'art dramaturgique.
En 1983, il présente sa transposition allemande de Cats. Durant sept ans, cette dernière reste à l'affiche du Theater an der Wien, ce qui en fait l'un des succès majeurs de la scène viennoise.
En une décennie, Kunze devient l'un des traducteurs les plus prisés de spectacles internationaux. Parmi ses adaptations figurent des pièces emblématiques de Broadway (A Chorus Line ; Little Shop of Horrors ; Kiss of the Spider Woman ; Mamma Mia! ; Wicked), trois titres de Stephen Sondheim (Follies ; Into the Woods ; Assassins), la plupart des shows majeurs de Webber (Evita ; Cats ; The Phantom of the Opera ; Sunset Boulevard) et des incontournables de la Walt Disney Theatrical Productions (The Hunchback of Notre Dame ; Le Roi Lion ; Aïda).
Tout en menant à bien ces divers projets, Kunze passe huit ans à New York où il suit les enseignements de Prince et bénéficie également des connaissances d'autres mécènes tels que Stephen Sondheim, Seth Gelblum et Robert McKee ; ces derniers l'initient à la dramaturgie musicale moderne. De l'aveu de Kunze, il n'a jamais mené un projet à bien sans se référer à Prince. 
Sur cette même décennie, Kunze travaille pour la télévision et s'illustre dans la cérémonie des Bambi.

### Créateur majeur de comédies musicales
« Aller voir un spectacle de Rodgers et Hammerstein, c'est merveilleux, mais c'est comme aller au musée. Le théâtre musical doit être vivant. »

— Michael Kunze
Au début des années 90, sur l'impulsion de Prince qui lui conseille de créer ses propres spectacles musicaux, Michael Kunze décide de s'atteler au genre. Tout en restant dans le genre de la comédie musicale, il cherche désormais à insuffler son propre style et à défendre des projets originaux. Sa collaboration avec Sylvester Levay prend un nouveau tournant. Le tandem signe tout d'abord Hexen Hexen, en 1991.

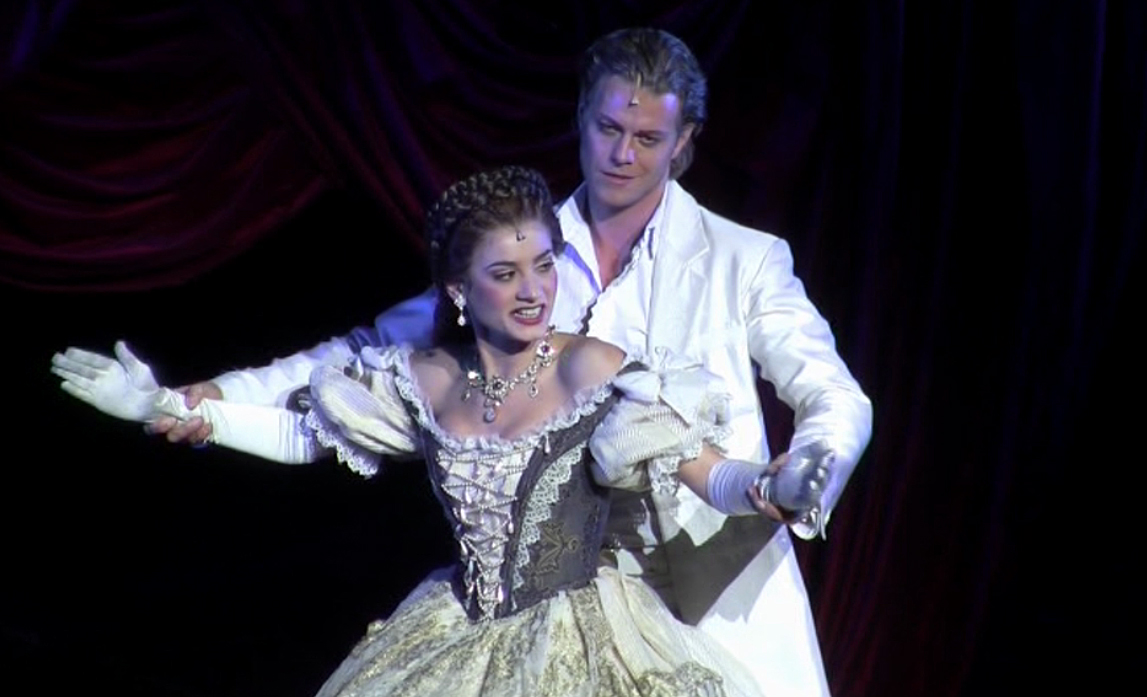
L'une des scènes dElisabeth avec Alice Macura et Mark Seibert, lors d'une représentation en 2011.

C'est toutefois l'année suivante, avec Elisabeth, qu'ils vont véritablement s'imposer sur la scène musicale. L'Opéra de Vienne commande au duo leur premier projet majeur. Elisabeth raconte l'histoire d'Élisabeth de Wittelsbach, plus connue sous le nom de l'impératrice Sissi. Dès la mise en place du projet, Levay et Kunze souhaitent s'éloigner du romantisme exacerbé de la saga portée par Romy Schneider. Pour ce faire, ils optent pour un angle métaphorique beaucoup plus sombre et prêtent à l'impératrice une histoire d'amour-haine avec la Mort - cette dernière est généralement interprétée par un homme, le nom "mort" étant masculin en allemand. Sissi est incarnée par Pia Douwes et la Mort est campée par Uwe Kröger. Le spectacle reste à l'affiche durant plus de six ans à Vienne et est immédiatement considéré comme la renaissance du théâtre musical contemporain en Europe. Il est rapidement exporté vers d'autres pays, comme la Hongrie, la Suède, les Pays-Bas et l'Allemagne. Au Japon, il atteint vite un statut culte, qu'il s'agisse des productions de la Revue Takarazuka ou de la Tōhō.
1996 marque une nouvelle étape dans la carrière de Kunze. En collaboration avec Roman Polanski à la mise en scène et Jim Steinman à la composition, il signe son premier livret et ses premières paroles en anglais pour la comédie musicale Tanz der Vampire. En octobre 1997, Tanz der Vampire fait ses débuts viennois au Raimund Theater. Immense succès, il s'importe ensuite en Allemagne, à Stuttgart, Hambourg et Berlin. Il est également monté dans diverses villes telles que Tallinn, Varsovie, Tokyo, Budapest, Anvers, Saint-Pétersburg, Seinäjoki, Paris, Prague ou encore Saint-Gall. Le spectacle est programmé temporairement à Broadway où, malgré les protestations de Kunze, une version non autorisée est jouée durant trois mois.
Kunze retrouve Levay en 1999 pour Mozart!. Contre l'avis de Prince, qui réfute l'utilisation du rock dans une comédie musicales, Kunze et Levay décident de faire de Wolfgang Amadeus Mozart une sorte de rock star. Leur trame s'attarde sur les combats que le célèbre compositeur a dû mener pour imposer sa musique, ainsi que sa lutte avec ses propres démons. Un jeune garçon, surnommé « l'enfant de porcelaine », personnifie son côté infantile, son talent mais aussi sa fragilité. Mise en scène par Harry Kupfer, la comédie musicale est jouée du 2 octobre 1999 au 7 mai 2001, cumulant 419 représentations au Theater an der Wien et pas moins de 420 000 spectateurs. Franc succès, le spectacle est notamment monté en Allemagne, en Hongrie, au Japon et en Corée du Sud.

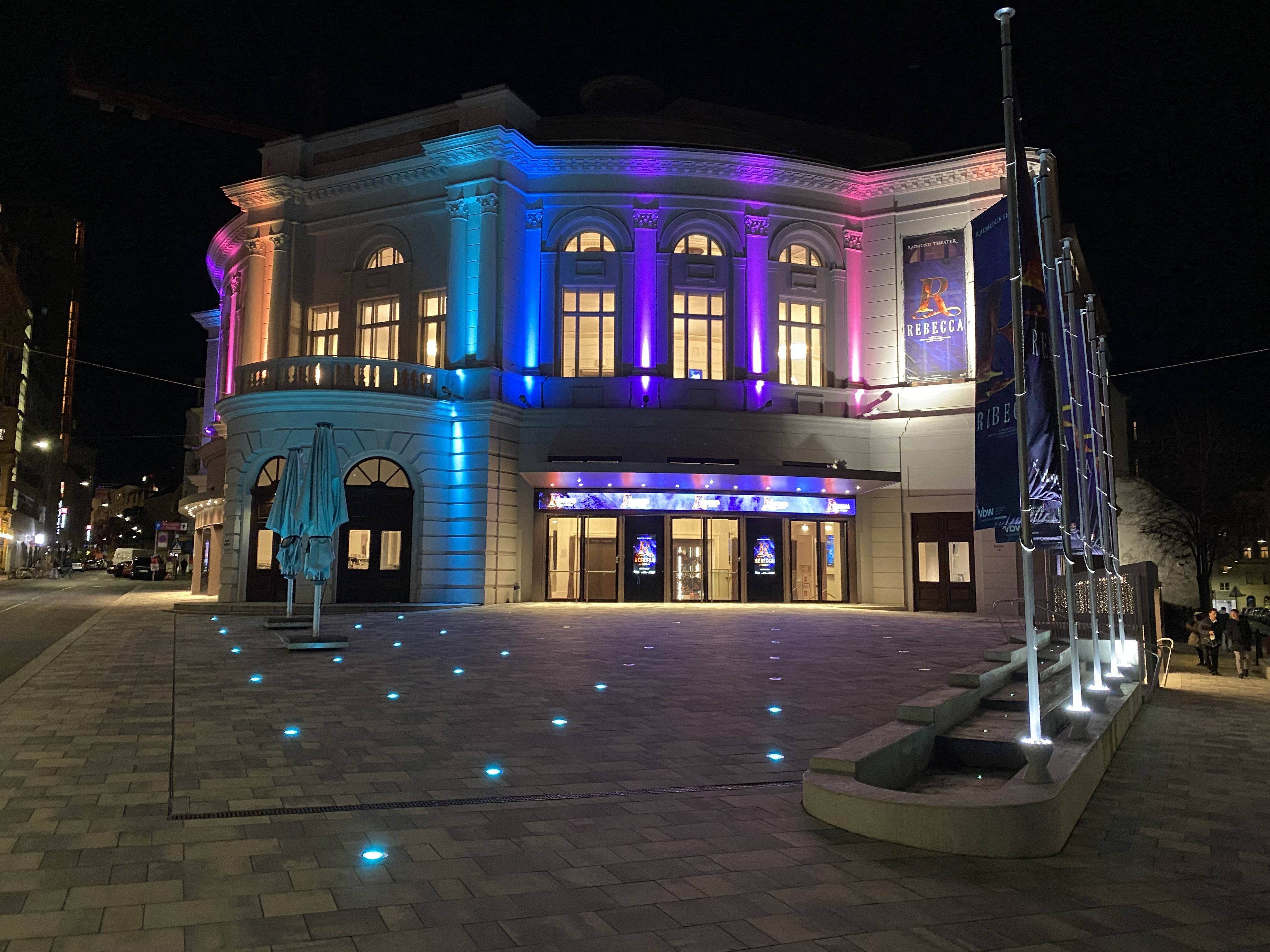
La comédie musicale Rebecca programmée au Raimund Theater.

Les deux pièces suivantes du tandem, présentées conjointement en 2006, déçoivent : bien que saluées par la critique, Rebecca et Marie-Antoinette sont des échecs financiers dans les pays germanophones. L'une comme l'autre connaissent néanmoins un fort engouement à l'étranger avec des productions au Japon, en Hongrie ou en Corée du Sud.
De nombreuses chansons pop/disco écrites par Kunze pour Udo Jürgens figurent dans la comédie musicale juke-box Ich war noch niemals in New York ; le compositeur n'est pas rattaché au projet.
Le duo revient en 2014 avec Lady Bess, une œuvre romancée sur les jeunes années d'Élisabeth Ire. Dédiée à la scène nippone, la distribution prestigieuse comprend Mari Hanafusa, Aya Hirano, Ikusaburō Yamazaki, Kazuki Katō, Genki Hirakata, Yūta Furukawa, Keigo Yoshino ou encore Yūichirō Yamaguchi. Grand succès, le spectacle connaît une seconde mouture en 2017, avec un casting presque identique. Importée en Suisse début 2022, la comédie musicale est très bien accueillie et rejouée l'année suivante. 
En 2022, Kunze et Levay concrétisent enfin leur Beethoven, un projet de longue date sur lequel ils travaillent depuis 2011. La comédie musicale est produite par le Centre des arts de Séoul, afin de commémorer le 30ème anniversaire du Centre. Le spectacle est lancé début 2023 avec dans le rôle-titre Park Eun-Tae, Kai et Park Hyo-Shin. Beethoven est monté au Japon quelques mois plus tard, en décembre, avec Yoshio Inoue en Ludwig van Beethoven. 
Les œuvres de Kunze sont considérées comme les fondements d'un nouveau genre dans le théâtre musical contemporain, le « Drama Musical ». Sa structure dramatique à la forme classique (une pièce en deux actes) intègre ainsi des éléments de la structure cinématographique. L'intéressé définit son style ainsi : « Mes spectacles ne sont pas des comédies musicales, ni des opéras, car ils contiennent de la musique contemporaine. Mais, fondamentalement, ce sont des opéras, car ils racontent des histoires épiques et sont tragiques. [A mon sens, ce sont] des comédies musicales théâtrales ».

## Œuvres principales

### Créations musicales originales
- 1991 : Hexen Hexen (avec Sylvester Levay)
- 1992 : Elisabeth (avec Sylvester Levay)
- 1996 : Tanz der Vampire (avec Jim Steinman)
- 1999 : Mozart! (avec Sylvester Levay)
- 2004 : Raoul (avec Gershon Kingsley)
- 2006 : Rebecca (avec Sylvester Levay)
- 2006 : Marie-Antoinette (avec Sylvester Levay)
- 2010 : Die 10 Gebote (avec Dieter Falk)
- 2014 : Lady Bess (avec Sylvester Levay)
- 2015 : Luther (avec Dieter Falk)
- 2016 : Don Camillo & Peppone (avec Dario Farino)
- 2018 : Matterhorn (avec Albert Hammond)
- 2020 : Bethlehem (avec Dieter Falk)
- 2023 : Beethoven (avec Sylvester Levay)

### Adaptations en langue allemande
- 1980 : I Love My Wife (Theater Oberhausen)
- 1981 : Evita (Theater an der Wien)
- 1983 : Cats (Theater an der Wien)
- 1985 : L'histoire du cochon qui voulait maigrir (Burgtheater)
- 1985  : Song and Dance (Deutsches Theater)
- 1986  : A Chorus Line (Raimundtheater)
- 1986 : Little Shop of Horrors (Szene Wien)
- 1987 : Wodka-Cola (Leave it to Me) (Staatsoper Stuttgart)
- 1988 : The Phantom of the Opera (Theater an der Wien)
- 1988 : Avos! (Stadttheater Freiburg)
- 1989 : Czechow (Theaterfestival Konstanz)
- 1990 : Into the Woods (Stadttheater Heilbronn)
- 1991 : Follies (Theater des Westens)
- 1992 : Dorian Gray (Stadttheater, Heilbronn)
- 1993 : Assassins (Stadttheater, Heilbronn)
- 1993 : Kiss of the Spider Woman (Raimundtheater)
- 1995 : City of Angels (Stadttheater, Heilbronn)
- 1995 : Sunset Boulevard (Rhein-Main-Theater)
- 1996 : Aspects of Love (Staatsoperette)
- 1999 : The Hunchback of Notre Dame (Musicaltheater Berlin)
- 2001 : Le Roi Lion (Hafentheater Hamburg)
- 2002 : Mamma Mia! (Operettenhaus Hamburg)
- 2003 : Wicked (Palladiumtheater Stuttgart)
- 2003 : Aïda (Colosseum Theater)
- 2010 : Dracula (Château d'Ettlingen)

## Récompenses

### Prix
- 1976 : Grammy Award pour Fly, Robin, Fly  avec Sylvester Levay
- 1989 : Paul-Lincke-Ring
- 1991 : Plume d'or de l'Association des paroliers allemands
- 1993 : Prix Heinz Bolten Baeckers de la Fondation GEMA
- 2002 : Goldene Stimmgabel
- 2005 : Echo 2005 pour l'ensemble de sa carrière
- 2010 : Prix des compositeurs allemands pour l'ensemble de sa carrière
- 2015 : Médaille d'or du mérite de l'État de Vienne
- 2016 : Prix pour l'ensemble de sa carrière remis par l'Académie allemande de musique
- 2016 : Deutscher Musical Theater Preis avec Sylvester Levay
- 2016 : Médaille des frères Grimm REMIS par l'Académie des sciences de Göttingen
- 2018 : Ordre du Cygne de l'Elbe

### Disques de certification remportés
- 56 disques d'or
- 23 disques de platine